# Miniver
 (février 2009).

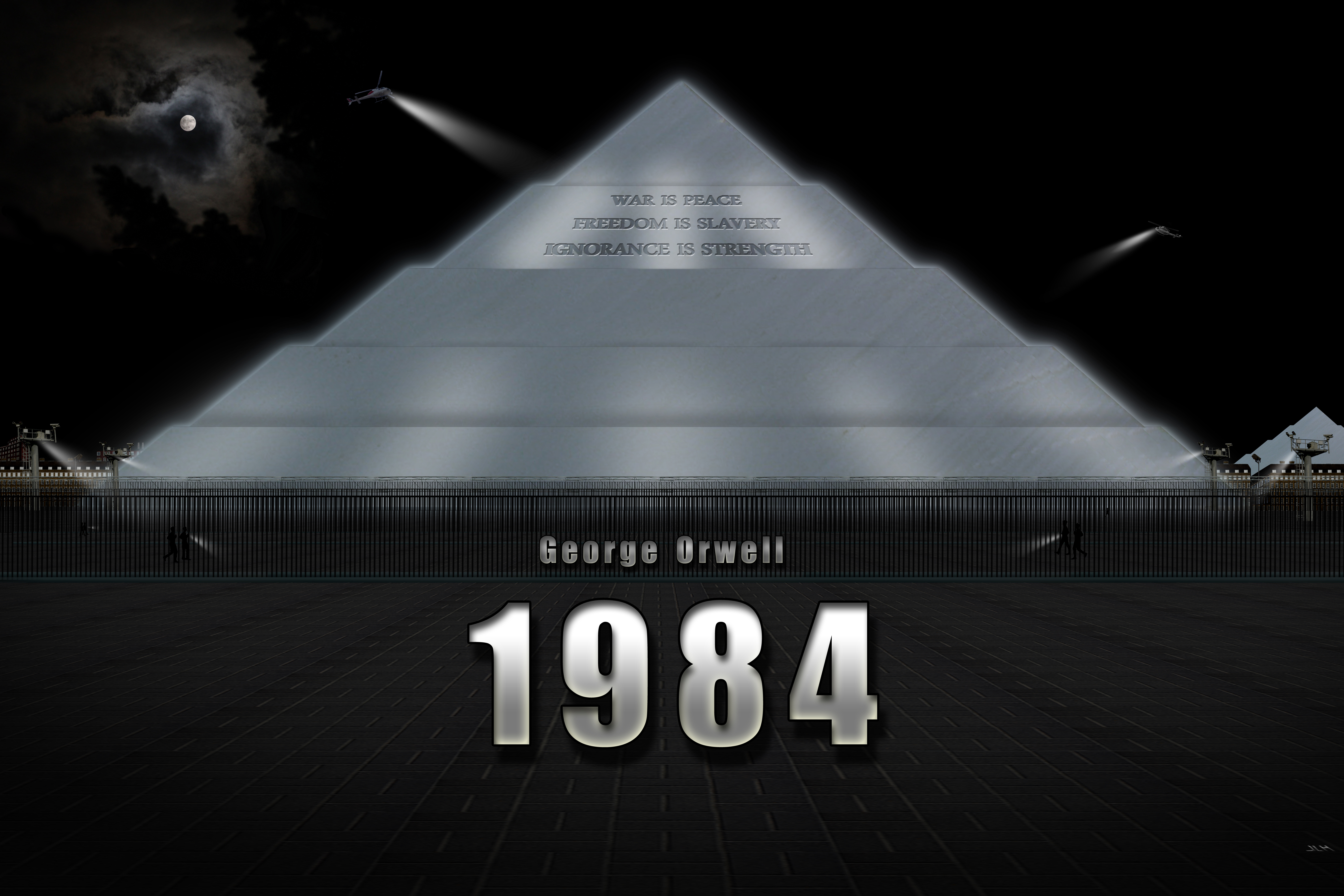
Représentation du ministère de la Vérité (Miniver en novlangue).

Dans le roman 1984 de George Orwell, le Miniver est le Ministère de la Vérité (le nom est la contraction de la fonction ; en version originale, sous le nom de Minitrue pour Ministry of Truth).
Il s'agit d'un terme de novlangue, qui fait intervenir la doublepensée, puisqu'il s'agit en fait d'un ministère du mensonge, de la propagande : un organe du pouvoir qui réécrit l'histoire aussi souvent que « nécessaire » afin de faire croire au peuple que Big Brother prédit toujours ce qu'il va se passer. Par exemple, quand l'Océania est en guerre contre l'Eurasia (et alliée à l'Estasia), le Miniver détruit tous les documents datant de l'époque où les alliances étaient inverses. 
Ci-dessous un extrait montrant le processus de propagande.

« Par exemple, dans le Times du 17 mars, il apparaissait que
Big Brother dans son discours de la veille, avait prédit que le
front de l’Inde du Sud resterait calme. L’offensive eurasienne
serait bientôt lancée contre l’Afrique du Nord. Or, le haut commandement eurasien avait lancé son offensive contre l’Inde du
Sud et ne s’était pas occupé de l’Afrique du Nord. Il était donc nécessaire de réécrire le paragraphe erroné du discours de Big
Brother afin qu’il prédise ce qui était réellement arrivé. »

— George Orwell, 1984, Première Partie, Chapitre IV